# Armitage-Insel

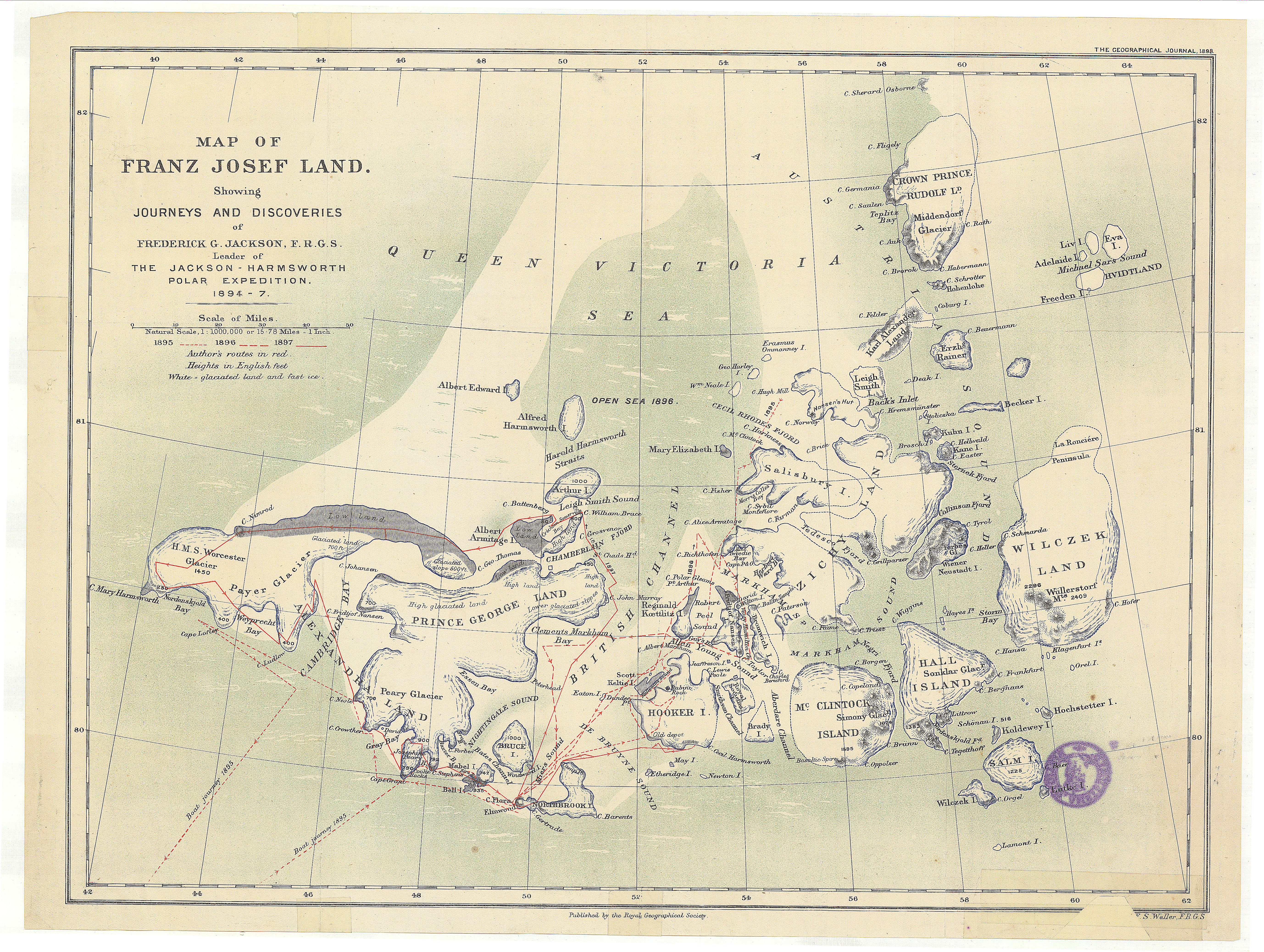
Frederick Jacksons Karte von 1898 mit der Armitage-Insel nördlich von Prinz-Georg-Land

Die Armitage-Insel (auch Albert-Armitage-Insel) war eine Phantominsel im südwestlichen Teil des Archipels Franz-Josef-Land im Nordpolarmeer, die vor 1931 auf Karten verzeichnet war. 1931 wurde bei einem Überflug mit LZ 127 „Graf Zeppelin“ entdeckt, dass es sich bei der vermeintlichen Insel um eine Halbinsel von Prinz-Georg-Land handelt, die bei unzureichendender Betrachtung durch die schmale Landenge als eigenständige Landmasse erscheint. Der Namensgeber Albert Armitage war der stellvertretende Leiter der Jackson-Harmsworth-Expedition (1894–1897).